# Darois
Darois es una comuna francesa situada en el departamento de Côte-d'Or, en la región de Borgoña-Franco Condado.
Es conocida por ser la localidad donde están ubicados el aeródromo de Dijon-Darois y el edificio sede de Robin Aircraft, una empresa constructora francesa de aviones monomotores ligeros.

## Demografía
| 58 | 94 | 163 | 272 | 313 | 352 | 490 |
| Para los censos de 1962 a 1999 la población legal corresponde a la población sin duplicidades (Fuente: INSEE [Consultar]) |    |     |     |     |     |     |